# 小出秀家
小出 秀家（こいで ひでいえ）は、安土桃山時代の武将。後に江戸幕府旗本。陶器藩秀家流小出家始祖。

## 略歴
小出秀政の次男。母・栄松院は大政所の妹で、豊臣秀吉の従弟にあたる。吉政は同母兄、異母弟に小出三尹などがいる。兄同様、幼少の頃より秀吉に馬廻として仕える。
天正19年（1591年）頃、和泉国大鳥郡に知行1,000石を与えられた。
文禄元年（1592年）、文禄・慶長の役では、三ノ丸御番衆・御馬廻組に名があり、名護屋城に滞在した。文禄年間に従五位下遠江守に叙任された。
慶長5年（1600年）、徳川家康が上杉景勝討伐に向かった際（会津征伐）、父の名代として兵300を率いてこれに加わった。途中、小山にて石田三成が大坂で挙兵して父や兄が三成率いる西軍に加勢したことを知るが、家康にそのまま従って東軍として関ヶ原の戦いに参加した。
さらに帰還して父の岸和田城を接収したところ、西軍の長宗我部盛親の兵船200艘余が同国石津浦に上陸したので、これを撃退した。家康は秀家の功を高く評価し、河内国錦部郡1000石を加増させて合計2000石の知行とするとともに、西軍についた父や兄の所領安堵を許した。
慶長8年、秀家は大坂にて37歳で病死した。法名は了俊。家康はその死を惜しんで改易にはせず、弟三尹が養子となって家督を相続するのを許した。
その翌年に秀政が死去すると、家康は吉政に命じて1万石を割かせ、秀家の後継である三尹に分けるように命じ、陶器藩として立藩させた。